# Meco Monardo
Domenico Monardo, meglio conosciuto come Meco Monardo o più semplicemente Meco (Johnsonburg, 29 novembre 1939 – Tamarac, 25 maggio 2023), è stato un musicista e produttore discografico statunitense di origini italiane.
Meco Monardo viene ricordato per le sue rivisitazioni in chiave disco music di colonne sonore ispirate al franchise di Guerre stellari e per essere stato uno dei pionieri del fenomeno disco dopo aver collaborato assieme a Gloria Gaynor al brano Never Can Say Goodbye.

## Biografia
Nato a Johnsonburg (Pennsylvania), Domenico Monardo ha iniziato a suonare la tromba all'età di nove anni senza trascurare gli studi di batteria. Dopo aver vinto una borsa di studio alla Eastman School of Music di Rochester nel 1957, ha suonato nella banda militare dell'accademia militare prima di lavorare come turnista in vari studi di incisione fra il 1965 e il 1974. 
La sua coproduzione di Never Can Say Goodbye (1975) di Gloria Gaynor, singolo che avrebbe contribuito a lanciare il fenomeno disco, avrebbe fatto dell'artista italo-americano uno degli iniziatori dello stile. Nel mentre, Meco ha lavorato alla produzione di alcuni brani di successo per altri artisti fra cui Carol Douglas e i Liquid Smoke prima di pubblicare il long playing Star Wars and Other Galactic Funk (1977), rivisitazione delle musiche del film Guerre stellari di George Lucas uscita per la Millennium Records. L'album ha visto la partecipazione di un'orchestra di 75 musicisti nel lato A e da esso è stato estratto il fortunato singolo space disco Star Wars Theme/Cantina Band (1977), considerato una pietra miliare della disco music futuristica in voga nel periodo e tra i soli 25 brani strumentali riusciti a entrare nella classifica di Billboard.
L'interesse dell'artista per il cinema fantastico e di fantascienza lo avrebbe spinto a pubblicare altri album tributo ispirati a note colonne sonore fra cui The Wizard of Oz (1978), da alcuni considerato il suo vero capolavoro, Meco Plays Music from The Empire Strikes Back (1980), sequel di Star Wars and Other Galactic Funk dalle sonorità più rock, Music from Star Trek and the Black Hole (1980) e Impressions of an American Werewolf in London (1981). 
Nel 1980 Meco ha collaborato con vari artisti a Christmas in the Stars, album natalizio accompagnato dalle voci di diversi personaggi di Guerre stellari che viene ricordato per essere stata la prima registrazione professionale a cui ha preso parte Jon Bon Jovi. Benché stroncato dalla critica, il disco diverrà un oggetto di culto per gli appassionati della saga di Lucas.
Sempre nel 1980 ha suonato il noto assolo di trombone presente in I'm Coming Out di Diana Ross.
Dopo essere passato all'Arista Records, Meco ha continuato a pubblicare album contenenti versioni dilatate di temi cardine di classici cinematografici come La Pantera Rosa, Il dottor Živago e Il Padrino fino alla metà degli anni ottanta, periodo che ha visto il declino della space disco.

## Discografia

### Album
- 1977 – Star Wars and Other Galactic Funk
- 1977 – Encounters of Every Kind
- 1978 – Meco Plays The Wizard of Oz
- 1978 – Superman & Other Galactic Heroes
- 1979 – Moondancer
- 1980 – Meco Plays Music from The Empire Strikes Back
- 1980 – Christmas in the Stars
- 1980 – Music From Star Trek and Music From The Black Hole
- 1980 – Across the Galaxy
- 1981 – Impressions of An American Werewolf in London
- 1982 – Pop Goes The Movies
- 1982 – Swingtime's Greatest Hits
- 1983 – Ewok Celebration
- 1983 – Hooked on Instrumentals
- 1997 – The Best of Meco
- 2000 – The Complete Star Wars Collection
- 2005 – Star Wars Party
- 2016 – Hooked on Instrumentals

### Singoli
- 1977 – Star Wars Theme/Cantina Band
- 1978 – Theme from Close Encounters
- 1978 – Themes from The Wizard of Oz
- 1980 – Empire Strikes Back (Medley)
- 1980 – Love Theme from Shogun (Mariko's Theme)
- 1980 – What Can You Get a Wookiee for Christmas (When He Already Owns a Comb?)
- 1981 – Summer of 81
- 1981 – Blue Moon
- 1982 – Pop Goes the Movies Part I
- 1982 – Big Band Melody
- 1983 – Ewok Celebration